# 소소업

제 울림왕 소소업(齊 鬱林王 蕭昭業, 473년 ~ 494년)은 중국 남북조 시대 남제의 제3대 황제(재위: 493년 ~ 494년)이다. 자는 원상(元尙)이며 묘호와 시호는 폐위되었기에 없고, 주로 울림왕(鬱林王)으로 불린다. <남제서>에서는 전폐제(前廢帝)로 기록되었다.

## 생애
아버지 황태자 소장무의 사망으로, 황태손으로 옹립되었다. 후에 두 달이 지나서 무제 소색도 사망하였고, 곧이어서 즉위하였다. 갓 스무살이 되었으나 정사에 서툴러서, 경릉왕 소자량과 서창후 소란이 정사를 보좌하였다.
소소업은 겉으로는 외관이 단정하였고 또 정이 많이 있는 것으로 보여서 무제와 아버지에게 총애를 받았지만, 실상은 이중 인격의 소유자였다. 자기의 집에 돌아가면 곧바로 좋지 않은 일과 향락에 빠졌고, 아버지와 할아버지가 병이 들자, 겉으로는 울면서 위로했고, 밖으로 나와서 돌아오면 주연을 열었다. 할아버지가 빨리 죽어서 빨리 제위를 하겠다는 그런 생각까지도 했다. 즉위 후도 포상을 남발하였으며 사치에 탐닉하였고, 불과 1년 만에 국가 예산을 모두 탕진할 정도로 심했다. 또 무제의 후궁과 음탕한 관계를 맺었다. 이러한 상태로는 군주로서 책임을 다하지 않았기 때문에, 그에 대해 폭군, 암군이라는 평판이 자자했다. 소자량이 멀지 않아서 사망하였고, 실권은 소란이 차지하였다. 소란도 겉으로는 간언하였지만, 속으로는 황제의 향락을 방조하였다.
재위한지 1년이 지나고, 소란의 손에 의해 살해당했다. 그의 죽음은 소소업이 후궁과 보내고 있는 곳을 소색에게 습격당했다고 전해지고 있다. 사후에 황태후에 의해서 폐위되고, 울림왕(鬱林王)으로 격하되었다.

## 기년
| 울림왕      | 원년            |
| ----------- | --------------- |
| 서력 (西曆) | 494년           |
| 간지 (干支) | 갑술(甲戌)      |
| 연호 (年號) | 융창(隆昌) 원년 |